# خرس آبی تبتی
خرس آبی تبتی (نام علمی: Ursus arctos pruinosus) یا خرس تبتی نام یک زیرگونه از گونه خرس قهوه‌ای است.